# Vidas privadas
Vidas privadas (br Vidas Privadas) é um filme argentino-espanhol de 2001, roteirizado e dirigido por Fito Páez.
O filme foi exibido na mostra Première Latina, no Festival do Rio 2002.

## Roteiro
O roteiro do filme, escrito por Fito Páez, passa-se sobre a última ditadura militar da Argentina. O filme envolve o mito de Édipo com o roubo de um menor, desaparecimentos e torturas durante a ditadura militar, em uma história que oscila entre tragédia e melodrama. O filme teve uma pequena receita pouco e críticas geralmente desfavoráveis.

## Elenco
- Cecilia Roth como Cármen Uranga
- Gael García Bernal como Gustavo 'Gana' Bertolini
- Luis Ziembrowski como Alejandro Rossemberg
- Chunchuna Villafañe como Sofía Uranga
- Lito Cruz como Rodolfo Bertolini
- Carola Reyna como Roxana Rodó
- Héctor Alterio como o Pai da Carmen
- Audry Gutierrez Alea como Gladys
- Dolores Fonzi como Ana Uranga
- Luis Machín como Eduardo
- Eusebio Poncela como a Voz em Madrid
- Andrea Florencia Paz como a namorada de Fito Páez

## Prêmios e Indicações
| Ano  | Filme                | Prêmio                                                      | Categoria                | Indicado            | Resultado | Ref. |
| ---- | -------------------- | ----------------------------------------------------------- | ------------------------ | ------------------- | --------- | ---- |
| 2002 | '''Vidas Privadas''' | Verona Love Screens Film Festival                           | Best Film                | Fito Páez           | Indicado  |      |
| 2003 | '''Vidas Privadas''' | Argentinean Film Critics Association Awards - Silver Condor | Melhor atriz coadjuvante | Chunchuna Villafañe | Indicado  |      |